# Extensió d'Ensenyament Tècnic
L'Extensió d'Ensenyament Tècnic fou una institució d'ensenyament per correspondència fundat per la Mancomunitat de Catalunya l'any 1916.
Per bé que el Consell de Pedagogia, i molt particularment el seu secretari, Alexandre Galí, no era massa favorable a l'establiment d'una escola per correspondència, Enric Prat de la Riba va voler estendre l'acció educativa de la Mancomunitat. El 28 de setembre de 1916 el Consell Permanent va nomenar Cèsar Molinas per organitzar aquesta institució. A fi de preparar els materials va nomenar-se com a tècnic especialista en publicitat a Pere Prat i Gaballí. L'escola va preveure les següents especialitats: electricitat, agricultura, ramaderia i indústries derivades, construcció d'obres, dibuix per a delineants, organització de tallers i fàbriques, i ensenyaments per a la dona. El 1918 es va posar en funcionament la primera, que fou l'única que va poder desplegar-se fins a 1936. L'ensenyament agrícola va ser aprovat el 1921 i organitzat per l'Escola d'Agricultura, però va ser desenvolupada. Es van preveure dos graus, un de tècnic i un altre de grau superior equivalent al de pèrit anomenat en l'extensió d'ensenyament com a expert. El preu d'inscripció era de 30 pessetes i el cost oscil·lava segons les modalitats de pagament entre 410 i 465 pessetes, comprès el material i els llibres de text.
El nombre d'inscrits va arribar al centenar i mig, repartits entre una vintena de poblacions, d'entre les quals Barcelona en tenia la major part, però també hi hagué alumnes d'altres terres de parla catalana com Perpinyà, València o Eivissa. L'escola comptava amb un equip de nou persones, bàsicament per corregir els exercicis i redactar els textos i els impresos. El 1923, el pressupost total va ser de 33.251 pessetes.
Amb motiu del desgreuge al professor Georges Dwelshauvers (1924), la majoria dels professors de l'Extensió d'Ensenyament van ser cessats i la institució fou suprimida com a institució de la Mancomunitat. Amb la Generalitat republicana, l'escola fou restablerta i Arnau Margarit fou nomenat director.